# オルダニー鉄道
オルダニー鉄道（オルダニーてつどう、英: Alderney Railway）は、オルダニー島にある鉄道である。
当鉄道は、（英国の王室属領である）ガーンジー代官管轄区の唯一の鉄道であり、かつチャンネル諸島において唯一稼働している鉄道である。
（ジャージー島のパロット・ヘリテージ・スティーム博物館 (Pallot Heritage Steam Museum) には標準ゲージの鉄道があるが、当鉄道では実際の輸送連絡ではなく、娯楽としての乗車のみを扱っている。）
オルダニー鉄道は、1847年に開業しており、ブレイ・ロード (Braye Road) からマネス・クォーリー (Mannez Quarry) および灯台までの、大部分が海岸沿いのルートである、約2マイル（3キロメートル）を走行している。
当鉄道は、ボランティアによって運転されており、通常は夏季の週末および法定休日の間に運行されている。

## 歴史
当鉄道は、1840年代に英国政府によって敷設され、1847年に開業した。
当初の目的は、防波堤およびヴィクトリア朝の砦を建設するために、島の東端から石を運搬することであった。
オルダニー島に、ヴィクトリア女王およびアルバート王子による3回の王室訪問があった。
1854年8月8日の最初の訪問では、炭水車に馬が描かれた当鉄道に、王室夫妻が乗車している。

## 駅一覧
- マネス・クォーリー（英語版） (Mannez Quarry)
- ブレイ・ロード（英語版） (Braye Road)

## 鉄道車両

### 現行

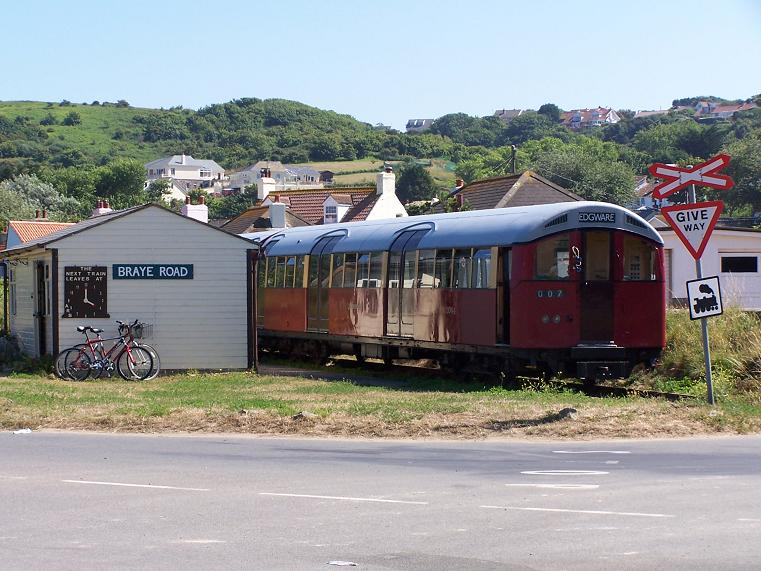
ブレイ・ロード駅で停車する地下鉄車両

現在の車両は、旧・ロンドン地下鉄1959形地下鉄車両1044および1045、バルカン・ドルーリー (Vulcan Drewry) 0-4-0ディーゼル機関車D100号機「エリザベス」 (Elizabeth) 、ラストン&ホーンズビー (Ruston & Hornsby) 0-4-0ディーゼル「モリーⅡ」 (Molly II) 、および6両のウィッカム (Wickham) の車両である。
「モリーⅡ」が旧ロンドン地下鉄車両を牽引するためには連結器システムの変更が必要であるが、まだオルダニー鉄道会社の正式な所有物となっていないために、未変更である。

### 経歴
- 英国海軍本部 (British Admiralty)、1854-1923年。（当鉄道は、おそらく1847-1854年から英国政府のいくつかの他部門が所有していた）

| 名称       | 製造年 | 製造者                                            | 製造番号 | 車輪    | シリンダー | 備考      | 廃車   |
| ---------- | ------ | ------------------------------------------------- | -------- | ------- | ---------- | --------- | ------ |
| Veteran    | 1847年 | ?                                                 | ?        | 0-6-0   | 内側       | 着 1847年 | ?      |
| Fairfield  | 1847年 | ?                                                 | ?        | 0-6-0   | 内側       | 着 1847年 | ?      |
| Waverley   | ?      | ラフバラーのヘンリー・ヒューズ (Henry Hughes)     | ?        | 0-4-0ST | 外側       | -         | 1889年 |
| Bee        | ?      | ?                                                 | ?        | 0-6-0T  | ?          | -         | ?      |
| Spider     | ?      | ?                                                 | ?        | 0-6-0T  | ?          | -         | ?      |
| Gillingham | ?      | アベリング・アンド・ポーター (Aveling and Porter) | ?        | 0-6-0TG | ?          | 着 1893年 | 1893年 |
| No.1       | 1880年 | ハンスレット (Hunslet)                            | 231      | 0-6-0ST | 内側       | 着 1893年 | 1923年 |
| No.2       | 1898年 | ペケット (Peckett)                                | 696      | 0-4-0ST | 外側       | 着 1904年 | 1923年 |

- チャンネル諸島グラニット株式会社 (Channel Islands Granite Co Ltd)、1923-1940年

1923年に、この会社がNo.1およびNo.2の機関車と一緒に鉄道を引き継いでいる。
No.1はイングランドに戻り、マニング・ワードル製0-6-0ST「ニトロ」 (Nitro) と置き換えられた。
- ドイツによる占領、1940-1945年

No.2および「ニトロ」は、ドイツ人によって徴発されており、1943年または1944年にシェルブールに出荷されたと思われる。
ドイツ人は、標準ゲージ路線の一部を持ち上げ、それをメーターゲージ路線に置き換えており、2両のフェルトバーン0-4-0ディーゼル機関車によって稼働していた。
- 英国内務省 (British Home Office)、1945-?年

1947-1949年に当路線が標準ゲージに復元されており、以下の車両が使用されている。
- センチネル（英語版） (Sentinel) 製4wVBT「モリー」 - 1947年よりサービス開始し、1958年に廃車。1980年にはまだ現存しており、移動サンドブラスターに変換されているかも知れない[3]。
- コワンズ・シェルドン（英語版） (Cowans Sheldon) 製蒸気クレーン（英語版）
- ラストン&ホーンズビー製0-4-0ディーゼル「モリーⅡ」

- オルダニー鉄道株式会社 (Alderney Railway Co Ltd)、1980年以降
  - バグナル0-4-0ST「J・T・ダリー」 (J.T. Daly) - 1982年にサービス開始、現在（2007年）はジャージー島のパロット・ヘリテージ・スティーム博物館（英語版）にある。

- 凡例
  - 着 = オルダニー島に到着した日付
  - T = タンク機関車
  - ST = サドル型タンク機関車
  - TG = ギア型タンク機関車
  - VBT = 縦置きボイラー型（英語版）タンク機関車